# Färjestad BK
Färjestad BK (Färjestad Bollklubb, souvent désigné sous le sigle FBK ou juste Färjestad) est un club de hockey sur glace professionnel de Suède, localisé à Karlstad, évoluant dans la SHL.

## Historique
Il est l'un des clubs ayant remporté le plus de succès dans l'histoire du hockey sur glace suédois. Il a remporté le championnat national à neuf reprises et le club est reconnu pour avoir produit plusieurs des meilleurs hockeyeurs suédois. Le club fut fondé en 1932, ses couleurs sont traditionnellement le noir, le blanc, le vert et le doré et après avoir joué en jaune et violet, couleurs de son sponsor principal, entre 1993 et 2006, l'équipe s'est retournée à ces couleurs-ci. Ses principaux rivaux sont Djurgården, Frölunda et le HV 71.

## Palmarès
- Vainqueur du Champion de Suède de la saison régulière : (10) 1982, 1983, 1986, 1987, 1990, 1992, 2002, 2007,2009, 2019

- Vainqueur du Championnat de Suède de hockey sur glace : (10) 1981, 1986, 1988, 1997, 1998, 2002, 2006, 2009, 2011, 2022.
- Vainqueur de la Coupe Spengler : 1993, 1994.

## Joueurs

### Joueurs actuels
| No    | Nom                | Nat. | Position  | Arrivée                        |
| ----- | ------------------ | ---- | --------- | ------------------------------ |
| +033, | Maxime Lagacé      |      | Gardien   | 2023 - Crunch de Syracuse      |
| +035, | Carl Lindbom       |      | Gardien   | 2023 - Djurgården IF           |
| +006, | Mikael Wikstrand   |      | Défenseur | 2021 - Ak Bars Kazan           |
| +007, | Axel Bergkvist     |      | Défenseur | 2022 - Mora IK                 |
| +026, | Joel Nyström       |      | Défenseur | Formé au club                  |
| +028, | Mattias Göransson  |      | Défenseur | 2021 - Leksands IF             |
| +032, | Magnus Nygren      |      | Défenseur | 2023 - HC Davos                |
| +044, | Jonathan Andersson |      | Défenseur | 2023 - Luleå HF                |
| +052, | August Tornberg    |      | Défenseur | 2022 - Västerås HK             |
| +063, | Carl Dahlström     |      | Défenseur | 2023 - Marlies de Toronto      |
| +075, | Jérémy Groleau     |      | Défenseur | 2023 - Comets d'Utica          |
| +004, | Oscar Lawner       |      | Attaquant | Formé au club                  |
| +010, | Marcus Nilsson     |      | Attaquant | 2021 - SCL Tigers              |
| +011, | Joakim Nygård      |      | Attaquant | 2021 - Oilers d'Edmonton       |
| +013, | Joel Kellman       |      | Attaquant | 2023 Växjö Lakers HC           |
| +014, | Victor Ejdsell     |      | Attaquant | 2019 IceHogs de Rockford       |
| +020, | Marcus Westfält    |      | Attaquant | 2022 - Västerviks IK           |
| +022, | Per Åslund         |      | Attaquant | 2016 - Kölner Haie             |
| +029, | Lucas Forsell      |      | Attaquant | Formé au club                  |
| +034, | Michael Lindqvist  |      | Attaquant | 2019 - Wolf Pack de Hartford   |
| +041, | Henrik Björklund   |      | Attaquant | 2022 - BIK Karlskoga           |
| +059, | Linus Johansson    |      | Attaquant | 2021 - Neftekhimik Nijnekamsk  |
| +079, | Patrik Lundh       |      | Attaquant | 2021 - Schwenninger Wild Wings |
| +092, | Liam Ohgren        |      | Attaquant | 2023 - Djurgården IF           |
| +096, | David Tomášek      |      | Attaquant | 2023 - HC Sparta Prague        |

### Numéros retirés
- 2 Tommy Samuelsson, D, hissé le 14 décembre 1998
- 5 Håkan Loob, F, hissé le 27 septembre 1996
- 9 Thomas Rundqvist, F, hissé le 14 décembre 1998
- 9 Ulf Sterner, C
- 21 Jörgen Jönsson, C, hissé le 26 décembre 2009